# Altmannstein
Altmannstein est une commune de Bavière (Allemagne), située dans l'arrondissement d'Eichstätt, dans le district de Haute-Bavière.

## Personnalités liées à la ville
- Ignaz Günther (1725-1755), sculpteur né à Altmannstein.
- Simon Mayr (1763-1845), compositeur né à Mendorf.
- Franz Hummel (1939-2022), compositeur né à Altmannstein.